# Rodosz ostroma (1480)
Rodosz ostromát 1480. május 23-án kezdte meg az Oszmán Birodalom serege. A várost a Jeruzsálemi Szent János Ispotályos Lovagrend védte. Az ostrom augusztus 17-én a védők győzelmével fejeződött be.
A rend 1310-ben foglalta el az új központjának kiválasztott Rodoszt, székhelyét az azonos nevű városban rendezte be. A lovagok egyedül a pápának tartoztak felelősséggel, a szigetet szuverén hatalomként irányították. Kicsi, arisztokratikus államukban legfeljebb 500-600 lovag tartózkodott egyszerre, a többiek Európában éltek.
Az Anatólia délnyugati partvonalához húsz kilométernél is közelebb fekvő Rodosz elfoglalása biztos kikötőt jelentett a keresztény hajóknak és jó kiindulópontot a muzulmánok elleni harchoz. A rend a Dodekanészosz-szigetcsoport számos tagját is ellenőrzése alá vonta, és kicsi, de ütőképes flottájával rendszeresen támadta a muzulmán hajókat. Az Oszmán Birodalom 1453-ban elfoglalta Konstantinápolyt, és nagyszabású terjeszkedésbe kezdett, amelynek útjában állt a sziget és a rend.
II. Mehmed oszmán szultán 1480-ban látta elérkezettnek az időt ahhoz, hogy megtámadja Rodoszt. Flottája május 23-án kötött ki, seregét, amely 10–15 ezer embert számlált, Meszih pasa vezette. A török sereget nagyjából hatszáz lovag várta Rodoszon, akik 1500–2000 apródra, zsoldosra, más fegyveresre, ott rekedt zarándokra, valamint a helyi lakosokra számíthattak. Összességében mintegy 3500-an lehettek Rodosz védői. Parancsnokuk Pierre d’Aubusson nagymester volt.
A pasa tüzérsége megkezdte a városfalak omlasztását. Első számú célpontjuk a johannita hajók kikötőjének bejáratát őrző Szent Miklós-torony volt, amely egy móló végén állt. Tíz nap alatt az óriási bronzágyúk rommá lőtték az erődöt, és a törökök a tenger felől megtámadták. A harcban több száz török halt meg, de nem sikerült eredményt elérniük. Az ostrom folyamán a torony több hasonló rohamot élt túl.
A pasa ezután a zsidó negyedet őrző öreg falakra koncentrált, és ötheti ágyúzással szinte teljesen elpusztította azokat. A védők a fal mögött mély árkot ástak, emögött pedig egy újabb falat emeltek. Június 28-án hajnalban a török gyalogosok megrohanták a falakat. Áttörtek a várfalon, de a mögötte emelt sánccal már nem boldogultak. A pusztító öldöklésben súlyosan megsebesült a nagymester is. Végül a törökök megfutamodtak, és a várból kitörő védők a sátraikig kergették őket.
A támadók és a védők a kor szinte valamennyi harci eszközét és taktikáját bevetették. A törökök ácsoltak ostromtornyot és pontonhidat, közlekedőárkok bonyolult rendszerét dolgozták ki, a várba magát menekültnek kiadó keresztény árulót küldtek. A védők gyújtóhajókkal, szurokkal, kénnel válaszoltak, és egy hajítógépet is építettek. A törökök végül hazatértek. Legközelebb 1522-ben támadták meg a szigetet, és akkor sikerült elfoglalniuk.

## Lovagok a szigeten
Az időszámítás utáni első évezred végén a keresztény zarándokok fő célpontja a Szentföld volt. A hosszú utazás, a betegségek, a nélkülözés és a nomád beduin törzsek támadásai életveszélyessé tették az utat. Néhány kegyes, az itáliai Amalfiban élő kereskedő 1050-ben elhatározta, hogy egy templomot és egy kórházat építtetnek Jeruzsálemben, ahol a zarándokok menedéket találhatnak. A létesítményt Keresztelő János oltalmába ajánlották, és az ott szolgálók Ispotályos Testvériség néven híresültek el. Először csak a zarándokok ápolása és a szegények segítése volt a céljuk.
A 12. század elején, az első keresztes hadjárat kezdeti sikere után ápolási-katonai renddé alakultak, és az elesettek védelmezése mellett felesküdtek a keresztény hit védelmére is. II. Paszkál pápa 1113-ban ismerte el hivatalosan rendi tevékenységüket. A johanniták első nagymestere a keresztes hadjáratot vezető Raymond du Puy lett.
A rend alapjai az azonos területről, nyelvterületről származó lovagokat egybegyűjtő nyelvek voltak. A rend három „osztályból” – lovagok, káplánok, barátok – állt, és több mint két évszázadon át a Szentföldön tevékenykedett, központja Jeruzsálemben, majd Akkóban volt. Utóbbit 1291-ben elfoglalták a muzulmánok, és a lovagok a ciprusi Lemeszószba költöztek. II. Henrik ciprusi király azonban nem látta őket szívesen, és annyira megnehezítette a rend életét, hogy a johanniták úgy döntöttek, új területet keresnek maguknak. A Bizánci Birodalomhoz tartozó, termékeny Rodoszt nézték ki, amelyet a császár a Genovai Köztársaságból származó admirálisának adott hűbérbe, valójában azonban a Velencei Köztársaság által támogatott kalózok uralták, egyes települések pedig önállóak voltak.
A sziget ellen 1306-ban indult meg a szerény léptékű hadjárat. Kisebb összecsapások és ostromok után, 1310. augusztus 15-én került Rodosz városa a johannita rend kezébe. Az Anatólia délnyugati nyúlványaihoz húsz kilométernél is közelebb fekvő Rodosz elfoglalása biztos kikötőt jelentett a keresztény hajóknak és jó kiindulópontot a muzulmánok elleni harchoz. A lovagok egyedül a pápának tartoztak felelősséggel, a szigetet szuverén hatalomként irányították. Kicsi, arisztokratikus államukban legfeljebb 500–600 lovag tartózkodott egyszerre, a többiek Európában éltek.

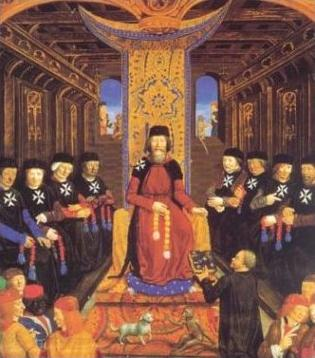
Pierre d’Aubusson nagymester és lovagjai, ruhájukon a rodoszi kereszttel

A rend a Dodekanészosz-szigetcsoport számos tagját is ellenőrzése alá vonta, és kicsi, de ütőképes flottájával rendszeresen támadta a muzulmán hajókat. „Ezek a kalózok arra fordítják energiájukat és merészségüket, hogy megzavarják az életet, mindenféle veszteséget okozva a kereskedőknek és elrabolva az utazókat” – jegyezte fel egy oszmán krónikás. A johannitáknak pápai engedélyük volt arra, hogy a térségben bármilyen hajót megállítsanak, átkutassanak, rakományát elkobozzák, ha úgy vélték, hogy a hitetlenekkel folytatott kereskedésre szánták vagy abból származott.
Mindebből látható, hogy rodoszi tartózkodása alatt teljesen megváltozott a rend karaktere: az ápolási tevékenység a háttérbe szorult, és átadta helyét a muzulmánok elleni harcnak. A rend a kalózkodás mellett az összes komolyabb keresztény katonai vállalkozásban részt vett. 1334-ben hat hajót adott a Szmirna ellen induló keresztény flottába, 1359-ben harcolt Lampszakosznál és a Dardanelláknál, két évvel később I. Péter ciprusi királyt segítette Attalia elfoglalásában. Többször összecsaptak a mameluk szultánnal is, utóbbi 1440-ben és 1444-ben is sikertelenül próbálta meg elfoglalni a szigetet. A folyamatos harcok és az erődítmények építése, állandó karbantartása, a hajók üzemeltetése miatt azonban a rend kiadásai túlszárnyalták bevételeit, és a johanniták hatalmas adósságot halmoztak fel.
A lovagrend európai megítélése vegyes volt. II. Piusz pápa például ezt írta rólukː „Ha minden keresztény herceg […] hasonlóan fáradhatatlan lett volna a törökökkel szembeni harcban, mint Rodosz szigete, akkor a hitetlenek nem váltak volna ennyire erőssé.” A kereskedő államok ezzel szemben úgy vélték, hogy a johanniták kalózakciói és kereskedelmi blokádjai a muzulmán–keresztény békét veszélyeztetik. A muzulmánok rettegték és gyűlölték őket, Szaladin egyiptomi szultán gondolkodás nélkül megölette őket, ha fogságba kerültek.
A nagymester alattvalói görög és latin keresztények voltak, nagyjából húszezren. A helyi kereskedők és a zsidók a burgóban, a fallal megerősített városban éltek. A rodosziakat arra kötelezte a rend, hogy teljesítsenek evezős szolgálatot (marinera) a hadi gályákon, vagy állítsanak ki maguk helyett egy matrózt. 1462-ben Piero Raimondo Zacosta nagymester megszüntette ezt a gyakorlatot. A helyiek elsősorban a mezőgazdaságban és az építkezéseken dolgoztak, szükség esetén a lovagok oldalán harcoltak. Az ostromról készült korabeli beszámolók szerint a sziget lakosai támogatták a rend harcát a törökökkel szemben. Számos európai átutazó fordult meg a szigeten, kereskedők, tengerészek és zarándokok.

## Adósságkezelés és várakozás
1453. április 6-án az alig több mint két éve uralkodó II. Mehmed oszmán szultán megkezdte Konstantinápoly ostromát. Már javában zajlottak a harcok, amikor május elején Jean de Lastic nagymester 1454 júniusára Rodoszra rendelte a rend összes perjelét, hogy a felhalmozott adósság rendezéséről tárgyaljanak. A hónap végére elesett Konstantinápoly, amelynek híre július 6-án érkezett meg a szigetre. Konstantinápoly elestétől számított három évtizeden át a rend pénzügyi problémái és a török ostromra való folyamatos készülődés határozta meg a lovagok életét.
A város és a birodalom bukása egyértelművé tette, hogy alapvetően fognak megváltozni a viszonyok a Földközi-tenger keleti medencéjében, amelyet egyértelműen a keresztények uraltak a 11. és a 15. század között. Mehmed ambíciói ugyanis hatalmasak voltakː azt akarta, hogy a világon „egy birodalom, egy hit és egy hatalom” legyen. Magát két tenger (a Földközi- és a Fekete-tenger) urának tekintette. Terjeszkedésének útjában álltak viszont a görög partvidék és az égei-tengeri szigetvilág keresztény miniállamai, Velence és Genova gyarmatai, a Ciprusi Királyság, valamint Rodosz, amelyek a nyugatot a Szentfölddel összekötötték. Ezek a területek mind kiszolgáltatottá váltak Konstantinápoly bukásával.

A Földközi-tenger keleti medencéje 1450 körül. Világos okkerː Oszmán Birodalom, sötét okkerː Genovai Köztársaság, zöldː Velencei Köztársaság, pirosː Nakszoszi Hercegség, kékː johanniták, lilaː Bizánci Birodalom, rózsaszínː Mameluk Szultánság, barnaː Ciprusi Királyság

A rend tisztában volt azzal, hogy a támadás elkerülhetetlen, csak az időpont volt kérdéses. Az egymást követő nagymesterek – Jean de Lastic, Jacques de Milly, Piero Raimondo Zacosta, Giovanni Battista Orsini és Pierre d’Aubusson – ezért egyszerre harcoltak az adóssággal és az idővel. Különböző eréllyel és váltakozó eredménnyel próbáltak pénzt kisajtolni a nyugati perjelségekből, az európai uralkodóktól és a pápától. Voltak más jövedelmeik is, hiszen óriási birtokokkal rendelkeztek, kikötői díjakat szedtek, zarándokokat fogadtak, hiteleket vettek fel nyugat-európai kereskedőktől, főleg katalánoktól. Kalózkodtak, sőt olykor bérbe adták ennek jogát.
Isztambulból a szultán egy új iszlám birodalmat épített ki Bizánc egykori birtokain. Mehmed esküt tett Rodosz elfoglalására és elpusztítására, és csak azért halasztotta a támadást, mert más vidékek, köztük Magyarország ellen vezetett hadjáratokat. A Földközi-tenger keleti medencéjének fontos keresztény kereskedelmi területei, mint például a Ciprusi Királyság, behódoltak a szultánnak, és éves adót fizettek nyugalmukért. A johanniták ezt 1454-ben visszautasították, 1462-ben azonban, látva a törökök terjeszkedését Dél-Görögországban, mégis ráálltak a fizetésre, amit nem adónak, hanem önkéntes ajándéknak neveztek. A rend szövetségeseket keresett Európában, és még a mameluk szultánnal is egyezséget kötött Mehmed ellen.
A befolyó pénzt a támadás elleni védekezésre, elsősorban az erődrendszerek felújítására és megerősítésére költötték. Nemcsak Rodoszt hanem a közeli szigetek, például Kosz, Kálimnosz, Lérosz, Níszirosz és Szími, valamint a szárazföldi Bodrum várait és figyelőtornyait is átalakították. Rodoszon a három évtized alatt új tornyokat és erődöket építettek, felújították a kikötőket védő mólókat, megtisztították az épületektől a várfalak környékét, kiszélesítették az árkokat, megvastagították a falakat.. Erődítményeket újítottak fel és bővítettek a sziget több pontján, hogy a parasztoknak legyen menedékük, ha megkezdődik a török invázió. Ezeken kívül számos megfigyelőtornyot üzemeltettek a szigeteken, amelyek füsttel, fénnyel, tükrökkel továbbítottak üzeneteket.
A nagymesterek kémei folyamatosan szemmel tartották a török flottát, amelynek gyülekezését nem lehetett eltitkolni, de úti célját igen. Így a rend számos alkalommal riadóztatta feleslegesen a perjelségeket, sürgetve őket, hogy küldjenek több pénzt, embereket, felszerelést. 1470-ben a törökök váratlanul lerohanták Negropontét, megszegve ezzel a Velencei Köztársasággal kötött szerződést. 1473. augusztus 11-én a szultán legyőzte a keresztényekkel együttműködő perzsa uralkodó seregét. 1477-ben a kémek török támadást jelentettek, de a célpont nem Rodosz, hanem Lepanto volt. 1478-ban ismét megindult a török sereg, de akkor sem a sziget, hanem Moldova és a Krím ellen. 1479-ben a Velencei Köztársaság elvesztette Zákinthoszt, Kefaloniát, Lefkádát, és békét kért a szultántól. II. Mehmed „végre” Rodosz ellen indulhatott.

## Erődítmények Rodoszon

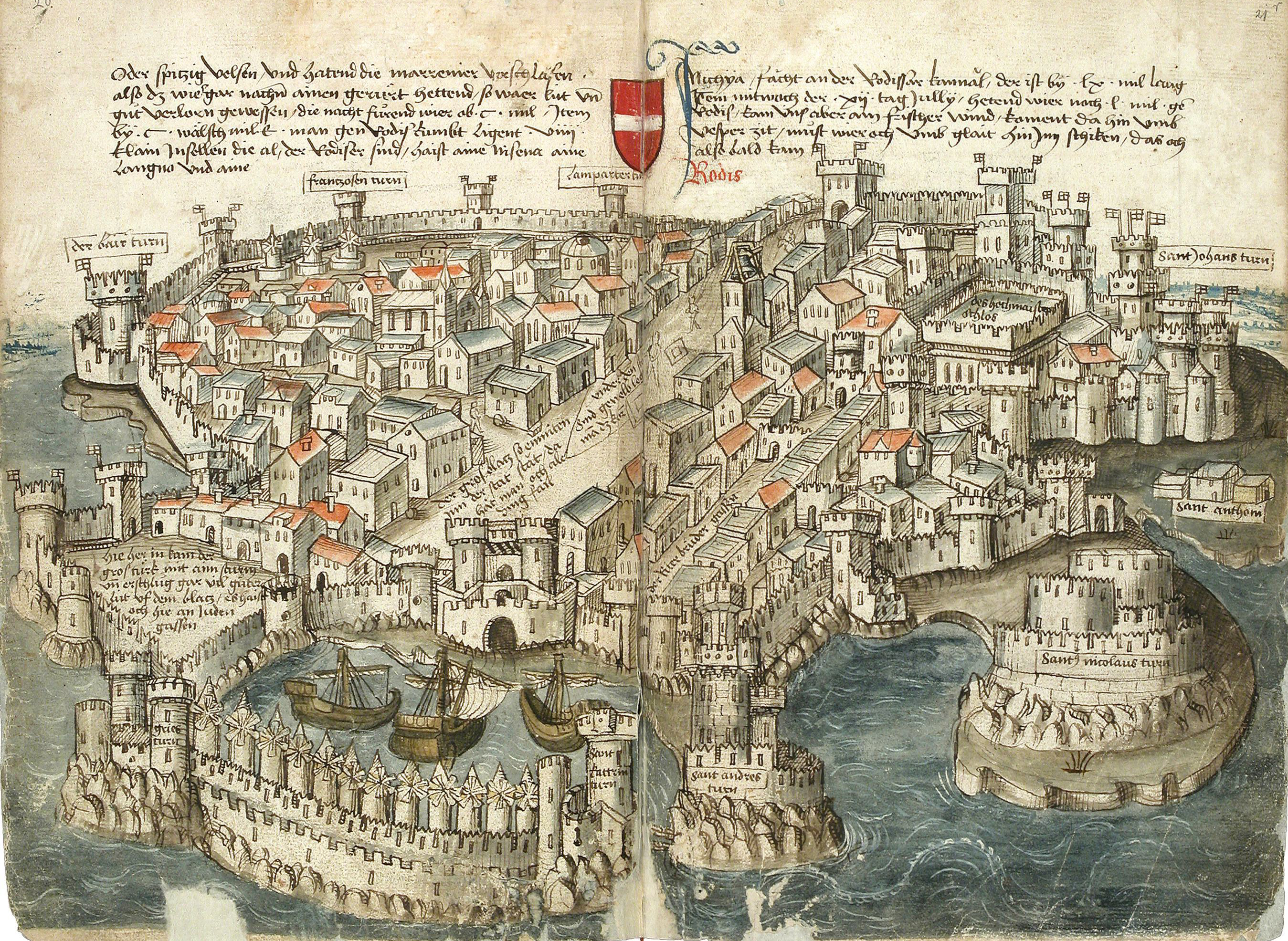
A város ábrázolása 1490 körül. A kép előterében a kikötőket védő tornyok és mólók

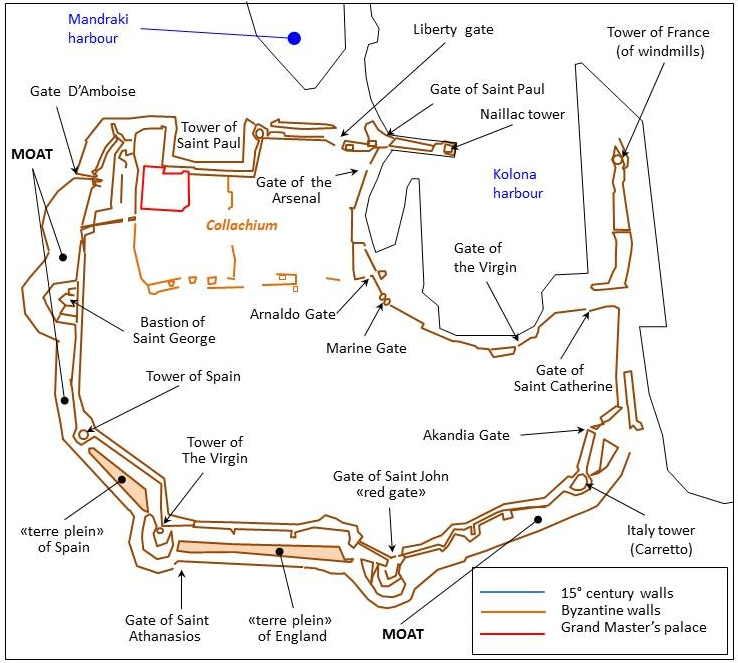
A város védelmi rendszere

A rengeteg elköltött pénznek és építkezésnek 1480-ra meglett az eredménye. A legerősebb védelmet a rend központja, a félhold alakú Rodosz város kapta, ahol egykor az ókor egyik csodája, a rodoszi kolosszus állt. A város a sziget északkeleti oldalán, a tengerparton terül el, körbevéve egy természetes kikötőt. Ezt az öblöt még az ókorban két kisebb horgonyzóhelyre osztották három mesterséges mólóval. A nagyobbik öböl közvetlenül a városfalak alatt terült el, bejáratának nyugati oldalát a Naillac-erőd, keleti felét a Szélmalmok tornya őrizte. Ezt a kikötőt használták a kereskedelmi hajók. Az ostrom idején a két erősség között erős láncot húztak ki, megakadályozandó a hajók bejutását az öbölbe.
A városfaltól északra feküdt a Mandráki-öböl, amelyet a Szent Miklós-móló választott el a nyílt tengertől, amelynek végén, a horgonyzóhely bejáratát védve, a Szent Miklós-erőd állt. Ezt az öblöt használták a rend gályái. Szemben a parton a Szent Antal-kápolna emelkedett.
A várost kettős fal védte, amelyek közül az első alacsonyabb volt, mint a hátsó, amelyről szintén lőni lehetett a támadókat, a falakat tornyok, bástyák egészítették ki. A városon belül egy fallal elválasztott kisebb város, a collachio állt, ebben laktak a rend tagjai. Ennek falai még a bizánci uralom korából származtak. Ebben valamennyi nyelv működtetett egy központi épületet, amelyet auberge-nek, fogadónak neveztek. A zárt területen, a város legmagasabb pontján, egy bizánci fellegvár alapján állt a nagymester palotája. Vele szemben volt a rendház temploma. A belső városba a Szent György-kapun lehetett belépni a külső városból.
A nyelvek egy-egy várfalszakasz védelméért voltak felelősek. A collachio északi oldalát, amely a Szent Miklós-erőd felé nézett, illetve az északkeleti falrészét, amely a nagyobbik öböltől zárta el a várost, a franciák felügyelték. A zárt városrész tőlük nyugatra eső falainak védelmét a nagymester irányította közvetlenül, tőle délre, végig a nyugati falon, a német, az auvergne és az angol nyelv következett. A déli falakat az aragóniaiak és a provence-iak védték. Mellettük az olaszok álltak, akik a keleti falak déli felét óvták, amely a zsidó negyedet határolta. A fal ugyan vastag – helyenként kilencméteres –, de öreg volt, sem tornyai, sem bástyái nem voltak, így a védelem leggyengébb pontjának számított. A collachio délkeleti sarkáig nyúló védműért a kasztíliaiak feleltek.

## Készülődés

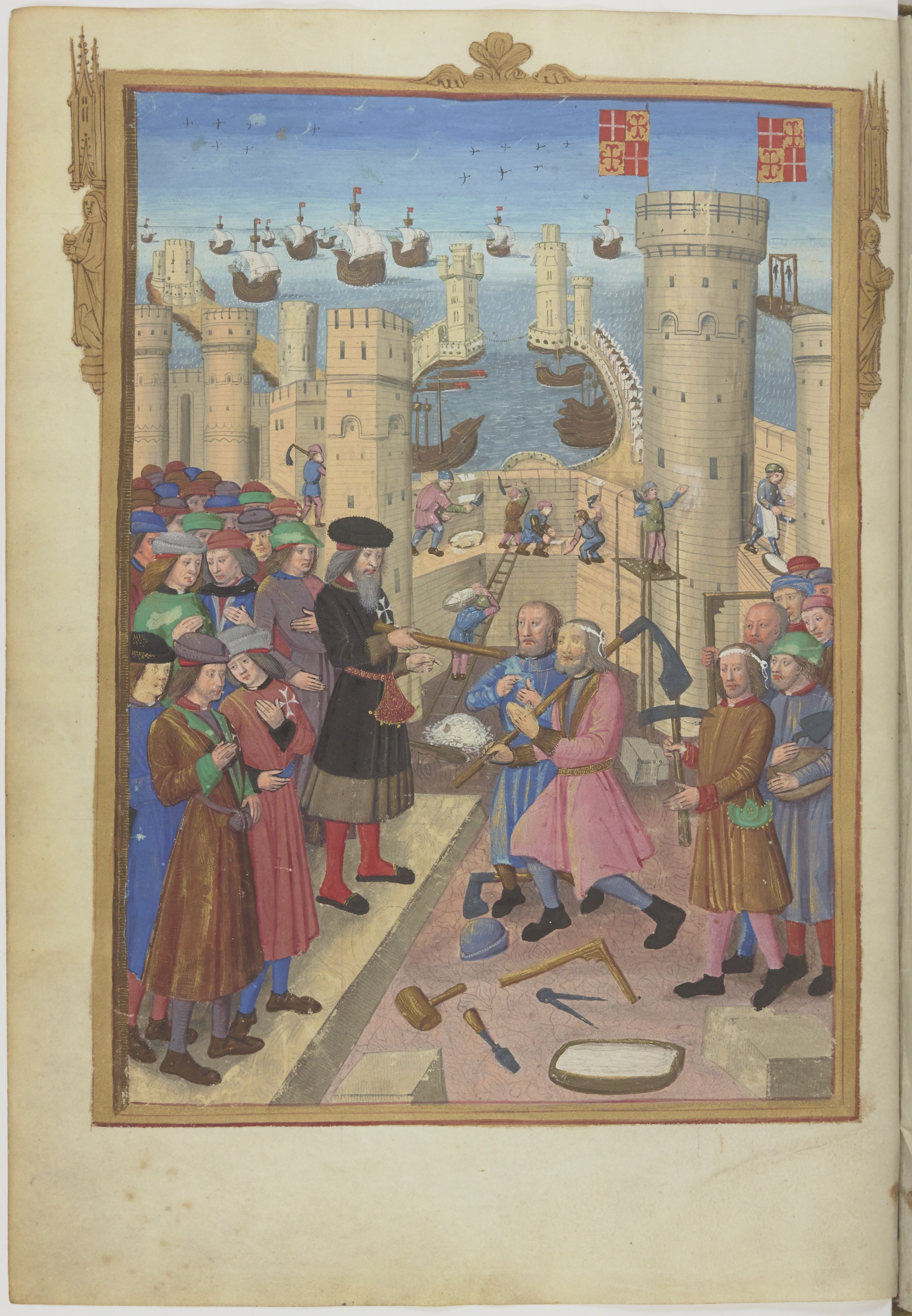
D’Aubusson megtekinti az erőd építését

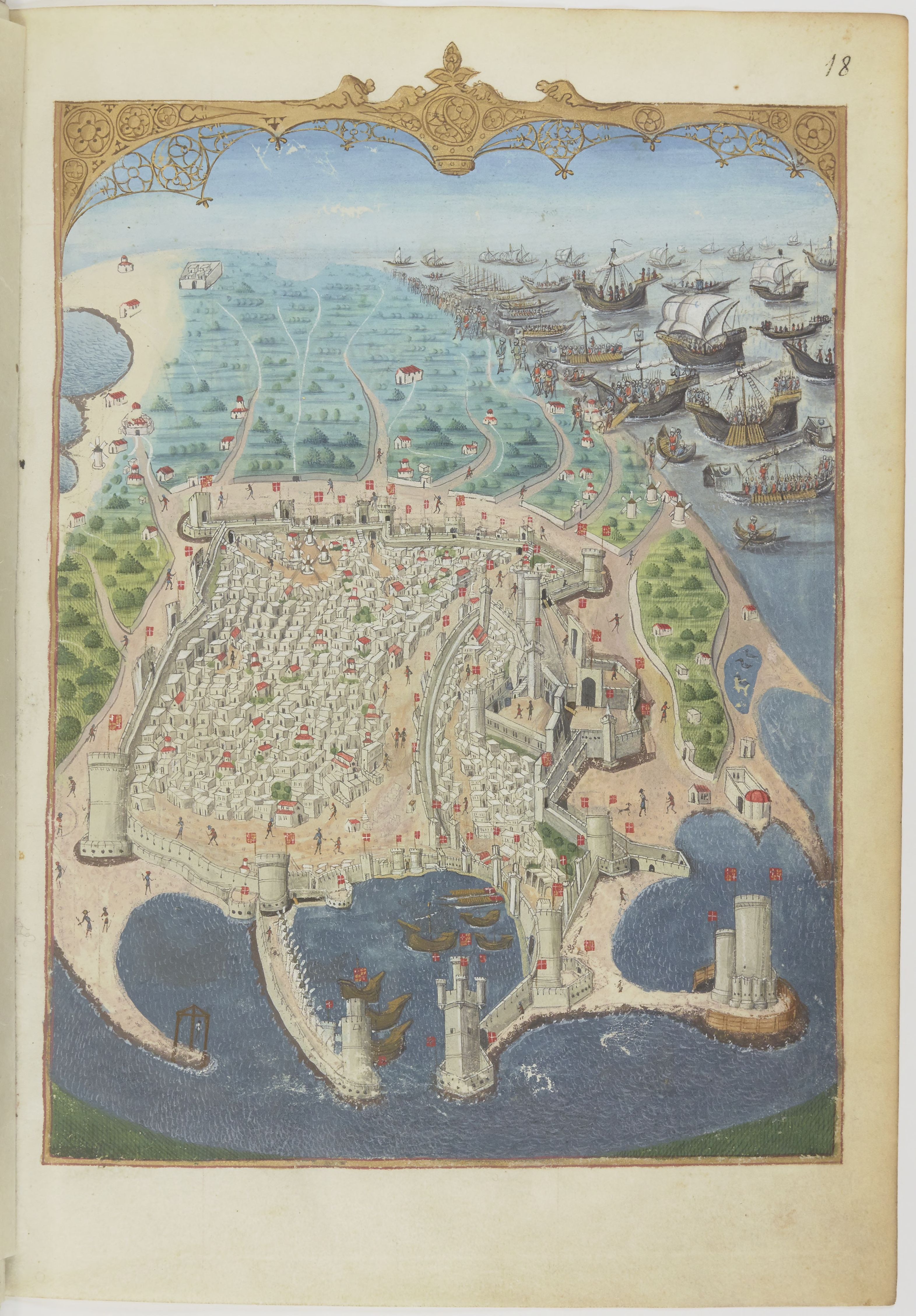
A török flotta érkezése

1480-ban II. Mehmed úgy döntött, hogy két nagyobb hadjáratot indít. Az egyik célpontja a dél-itáliai Otranto, a másiké Rodosz volt. Az első fő célja egy hídfő kialakítása volt, amelynek révén meggyengítheti a pápát és az itáliai városállamokat. Rodosz elfoglalását stratégiai fekvése, nagy kikötője és a rend elűzése indokolta. Megszűnt volna a keresztény kalózkodás, és a sziget nem szolgálhatott volna bázisul egy nagyobb léptékű, szultán elleni hadjáratnak sem. Augusztusban a törökök bevették Otrantót, amivel hatalmas pánikot váltottak ki Itáliában és a keresztény világban.
Arról, hogy mennyit tudhatott a rodoszi erődítmények állapotáról a szultán, nem tudni. Guillaume Caoursin, a rend alkancellárja későbbi beszámolójában azt írta, hogy Mehmed alábecsülte a sziget és a város védelmi képességeit, mert nem voltak naprakész információi. Szerinte a szultán régi tervrajzokra és megfigyelésekre alapozta a támadást, amelyeket – Caoursin szavaival – egy alávaló, áruló hajlamú rodoszitól, Antonio Meligalótól és egy Mehmednek dolgozó német, magát mérnöknek mondó tüzértől, George Frapantól kapott. Frapan Híosz szigetén adta meg magát a törököknek. Caoursin feltételezésének, hogy a szultán nem ismerte Rodoszt, ellentmond az a tény, hogy Meszih pasa 1479-ben partra szállt a szigeten egy kis csapattal, hogy megvizsgálja az erődítményeket.
1479-ben felkereste Rodoszt a szultán görög származású követe, Dimítriosz Szofiané, aki békét ígért, ha a johanniták megfizetik a sarcot, vagy ha jobban tetszik nekik, átadják ajándékukat. A lovagok elutasították az ajánlatot. A nagymester riadóztatta a perjelségeket, és ismét pénzt, embereket kért.

### Indulás
1480 áprilisában a török flotta áthaladt a Dardanellákon, majd kikötött Marmarisnál, szemben Rodosszal. A had nagyságáról eltérő számok maradtak fenn, a források 50 és 160 között adják meg a vízi járművek számát, Caoursin százat írt. A korabeli források szerint a török sereg 70 vagy 100 ezer embert számlált. A valóságban ennél sokkal kevesebben voltakː nagyjából háromezer janicsár, négyezer arab katona, valamint a segédcsapatok tagjai. A sereg összlétszáma valószínűleg nem érte el a húszezret.
Mehmed úgy döntött, hogy nem személyesen vezeti csapatait, ezért főparancsnoknak kinevezte Meszih pasát, aki a görög császári családból, a Palaiologosz-dinasztiából származott. Huszonhét évvel korábban, Konstantinápoly elestekor került fogságba, és akkor tért át az iszlám hitre, hogy megmentse az életét.
A török sereget nagyjából hatszáz lovag várta Rodoszon, de többen túl öregek voltak a harchoz. A harcban 1500–2000 apródra, zsoldosra, más fegyveresre, ott rekedt zarándokra, valamint a helyi lakosokra számíthattak. Összességében mintegy 3500-an lehettek Rodosz védői. A johanniták raktárai tele voltak, mintegy két évre elegendő élelmiszerrel és hadianyaggal rendelkeztek. A törökök érkezésének hírére Pierre d’Aubusson nagymester levelet intézett a „nyelvekhez”, amelyben bátor helytállásra biztatta őket. A Szent István-hegyi megfigyelők 1480. május 23-án pillantották meg a félhold alakban közeledő török flottát.
A védők nyilvános miséket tartottak, és körbehordozták a városban Szűz Mária csodatévőnek tartott ikonját, amely valószínűleg a 13. században került át Jeruzsálemből a filerímoszi kolostorba. Az ikont a körmenet után a Szent János-templomban helyezték el.

### A nagymester
A rend élén 1476 óta állt az 57 éves francia Pierre d’Aubusson. Első hadjáratában 1444-ben vett részt, amikor a későbbi XI. Lajos francia király seregében harcolt a svájciak ellen. Később szolgált VII. Károly francia király alatt. 1453 körül lett a rend auvergne-i tagja. 1454-től diplomáciai feladatokat látott el, majd 1457-ben Kosz szigetén, 1459-ben Cipruson harcolt. Orsini nagymester a sziget vezénylő kapitányának nevezte ki, 1470-ben Negropénténál harcolt. Értett az építészethez, ő felügyelt minden erődítményépítést a szigeten. Javaslatára épült meg az 1480-as védekezésben kiemelkedően fontos szerepet játszó Szent Miklós-torony.

## Az ostrom

### Felkészülés a támadásra
A törökök a keleti parton, a Szent István-hegy lábánál, a Rodosz város közelében fekvő Trianda-öblöt választották horgonyzóhelynek, majd a városhoz vonultak, és bekerítették. A török hajóhad blokádot vont a tenger felől. Meszih pasa úgy döntött, hogy először a városfaltól relatíve messze, a mandráki kikötő bejáratát a nyílt tengertől elválasztó móló csúcsán álló Szent Miklós-tornyot támadja meg. A pasa azért választotta a magányosan álló erődítményt, mert elfoglalásával megnyílt volna a kikötő a hajói előtt. Ezzel elvágta volna az esetleges külső segítséget az erődtől, valamint közelről lövethette volna a falakat. A kikötő környéke jó kiindulási pont lett volna a gyalogosok számára is az erőd északi falai elleni rohamokban, valamint birtoklása biztosította volna a török balszárnyat.
A parton, szemben a toronnyal, attól mindössze „kétszáz lépésre” állt a Szent Antal-templom. A pasa három bronz óriáslöveget állíttatott fel a templomkertben, amelyek naponta egyenként 14 lövést adhattak le, mert a hűtésük és újratöltésük időigényes volt. Kezelőit közben folyamatosan lőtték a Szent Miklós-toronyból, illetve a mólóról, amely azt összekötötte a Szent Pál-toronnyal, a városfal sarkán. A kisebb ágyúk a várost lőtték. A nagymester, az auvergne-i lovagok központjának kertjében egy ellenüteget és három mozsárt (bombarda)  állíttatott fel. Meszih követei felszólították a várost a megadásra, amit a johanniták válasz nélkül hagytak. A falakon kívül kisebb összecsapások voltak; az egyikben elesett az első lovag, az auvergne-i nyelv tagja, Murat de la Tour. A visszavonuló törökök lándzsán vitték a fejét a táborukba.

### A Szent Miklós-torony ágyúzása
Meszih parancsára a török tüzérség megkezdte a torony és a városfal ágyúzását. Mivel a fal jelentős része a középkorban épült, rosszul tűrte a becsapódó lövedékeket, és néhány nap múlva – ahogy arról d’Aubusson III. Frigyes német-római császárnak beszámolt – kilenc torony és a nagymesteri palota romba dőlt. A várban tartózkodók közül azok, akik nem harcoltak, föld alatti menedékhelyekre bújtak. A törökök gyújtóbombákat is bevetettek, de azok nem okoztak nagy kárt, mert a nagymester oltóbrigádokat állított fel. A Szent Miklós-torony, amelyet 1467-ben adtak át, jóval korszerűbb volt a városfal tornyainál, ezért jobban ellenállt a lövedékeknek, de a nyolcadik napon nyugati fala leomlott.

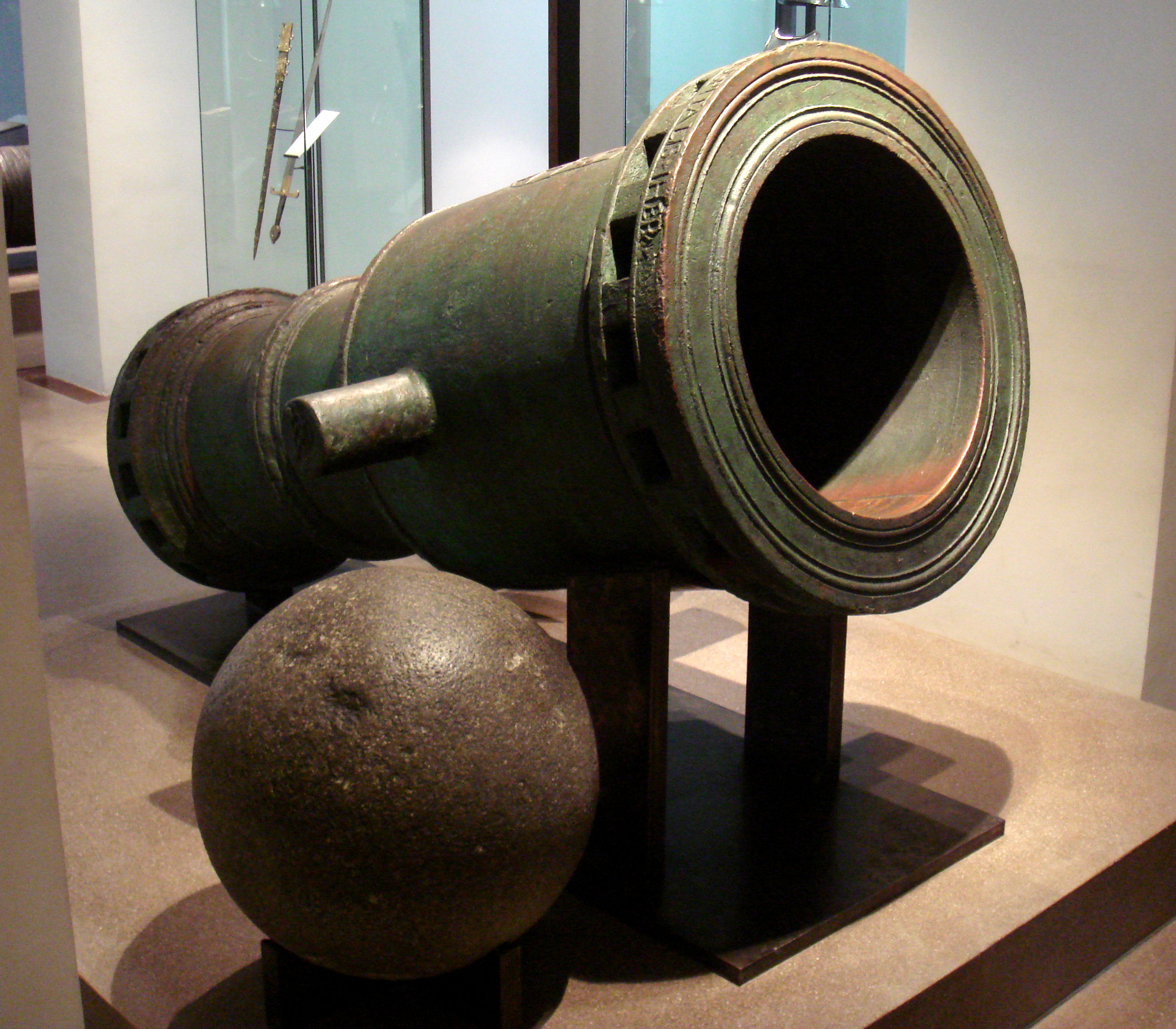
Johannita mozsárágyú

A védők éjjel-nappal dolgoztak az ágyúlövedékek miatt megroggyant falak javításán. Mivel a tenger az erőd mellett egy helyen annyira sekély volt, hogy a törökök gyalog is át tudtak volna kelni rajta, d’Aubusson szögekkel átvert palánkokat és asztallapokat dobatott a vízbe, valamint karókat vertek a talajba. A sziklák lábánál gyúlékony anyagokkal megrakodott hajókat kötöttek ki, azzal a céllal, hogy felgyújtsák őket, ha a török gályák túl közel merészkednek. Az ágyúzás hatására az erődítmény szinte teljesen összeomlott. A védők a vár és a móló között árkot ástak, és sáncot emeltek a toronyig, majd körülötte is.
Május 28-án az északi kapunál bebocsátást kért Meszih pasa német tüzére, George Frapan, aki keresztény menekültnek adta ki magát. A tanács előtt azt mondta, hogy a török sereg százezer katonából áll, 16 nagy ágyúja és 22 nagy kőhajítója van. A lovagok nem bíztak a németben, és szoros megfigyelés alatt tartották. A nagymester azt az utasítást adta, hogy próbáljanak meg minden információt kiszedni belőle, de úgy gondoljanak rá, mint egy kémre. Június 1-jén áttört a török blokádon egy gabonát szállító szicíliai kereskedőhajó mintegy száz katonával a fedélzetén.
Az első ágyúlövést követő tizedik napon indult meg az első támadás a Szent Miklós-torony romjai és a földnyelv ellen. A törökök átalakított, megerősített gályákon közelítették meg a védőket, akik ágyútűzzel, majd nyilakkal, szakállas puskákkal, görögtűzzel és más gyújtóeszközökkel fogadták őket. A törökökre az északi városfalról is lőttek. A törökök megpróbáltak átgázolni az akadályokkal teleszórt sekély vízen, majd felhágni a romokra, ahol a páncélos lovagok várták őket. Véres kézitusa után a török támadás összeomlott, a veszteség nagy volt, az elfogott dezertőrök szerint hétszázan haltak meg. A felek megállapodtak a halottak eltemetésében, akik közös sírba kerültek a parthoz közel. Meszih a következő napokban két hasonló rohamra adott parancsot, amelyek szintén elbuktak.

### A falak támadása

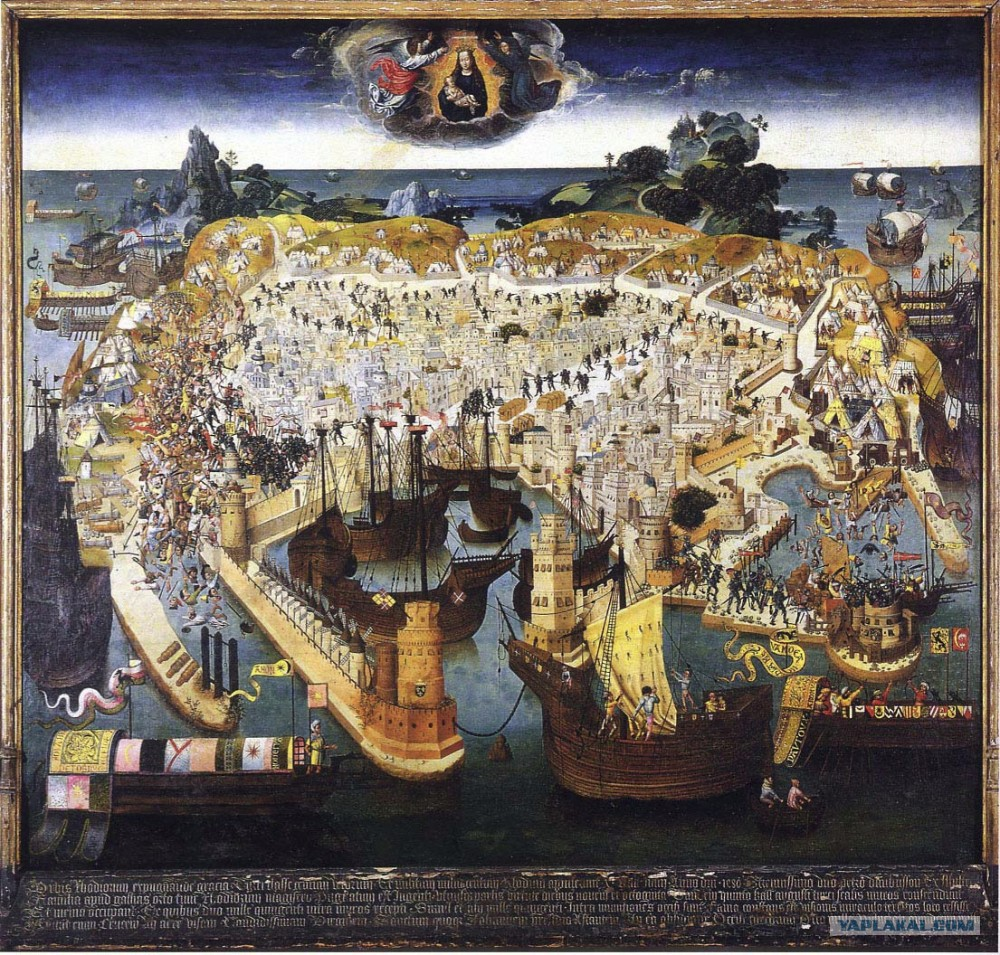
A város ostromának korabeli ábrázolása

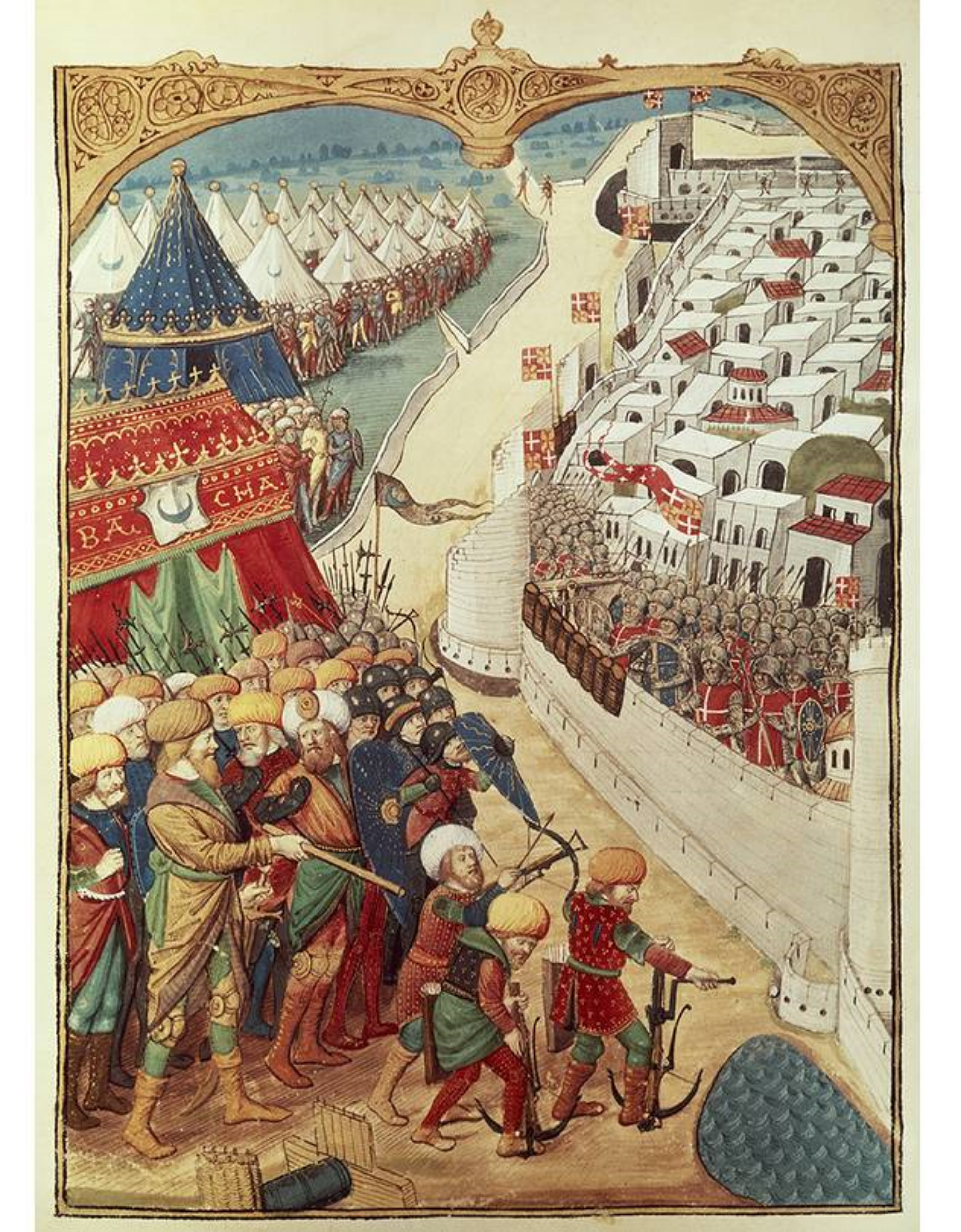
Török készülődés Caoursin könyvének 1483-as kiadásában

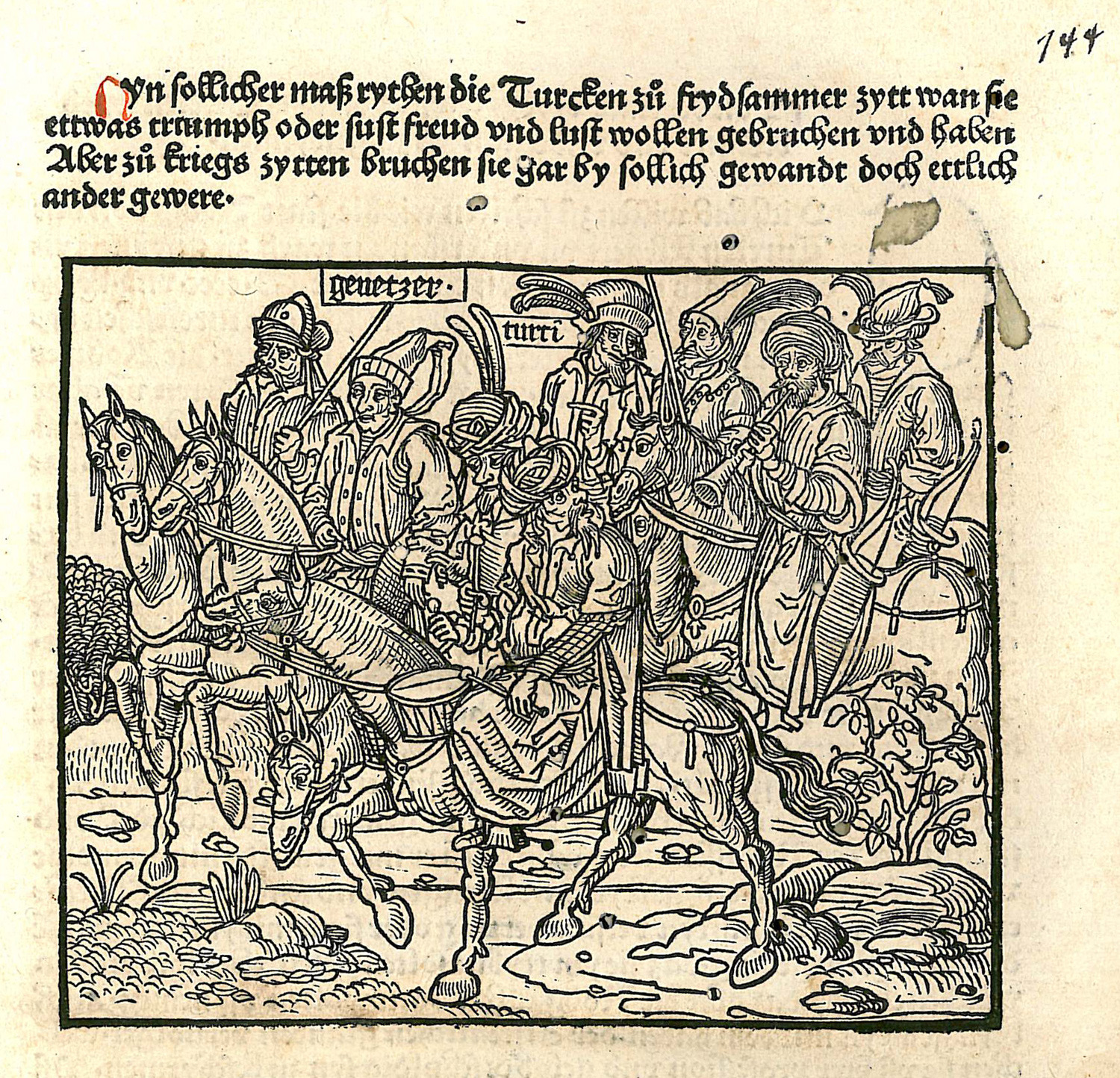
Oszmán lovasok Rodoszon

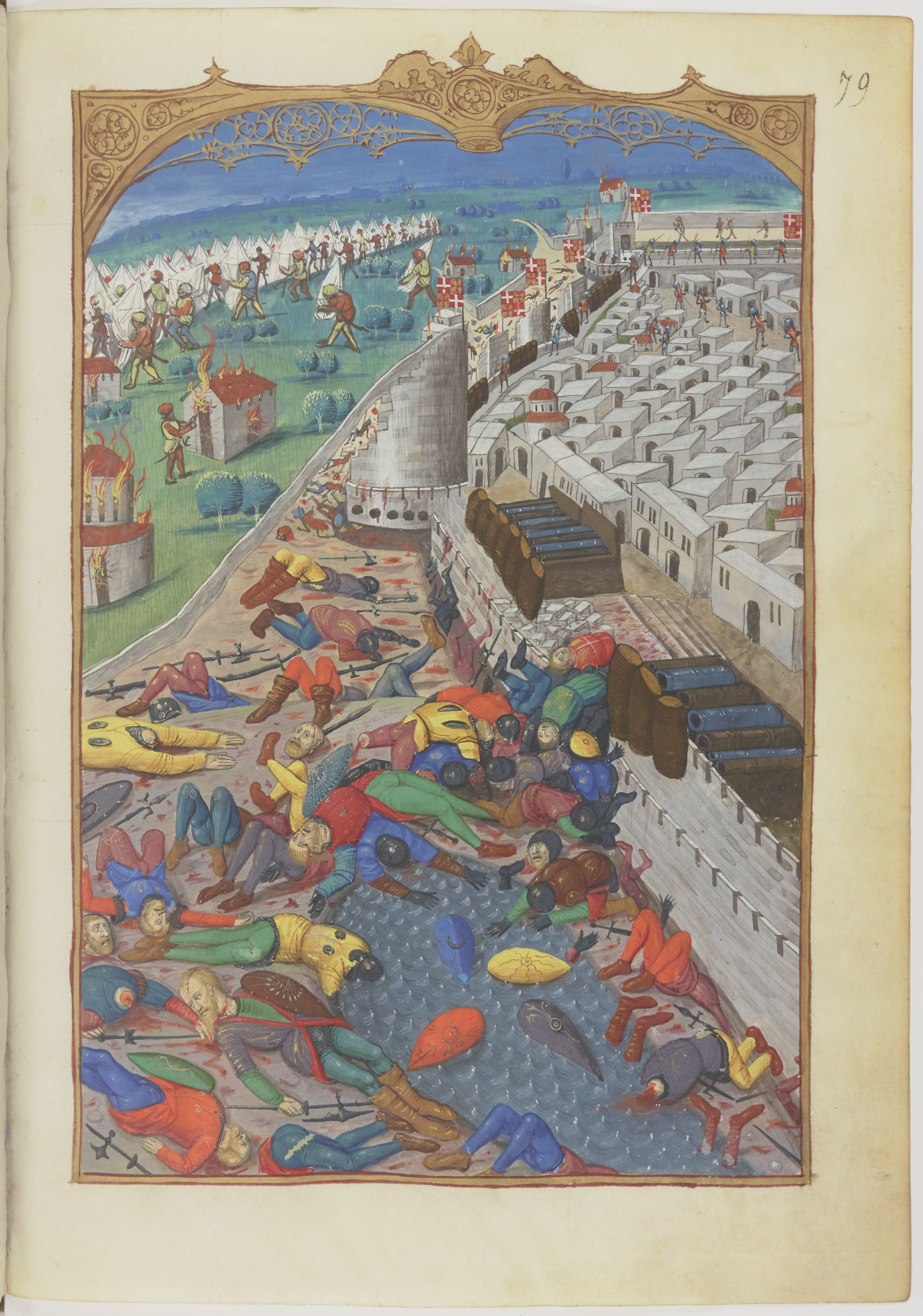
Az itáliai torony elleni török támadás korabeli ábrázolása

Június 7-én Meszih a nehézlövegeket is a déli-délkeleti falak és a Szélmalmok tornya ellen vetette be, amelyeket az angolok, az aragóniaiak, a provence-iak és az itáliaiak őriztek. Ezek a falak a város legmélyebb pontját, a zsidónegyedet védték. A falak itt öregek voltak, hamar megrogytak a találatok hatására. A nagymester látta, hogy a falak nem bírják majd sokáig, ezért parancsot adott a mögöttük álló házak lebontására. A helyükre árkot ástak, mögötte pedig új falat emeltek. A munkálatokban nemtől és kortól függetlenül valamennyi városlakó részt vett.
„Senki nem húzta ki magát a munkából. Sem a nagymester, a tiszttartók, a perjelek, a lovagok, a polgárok, a kereskedők, az idős nők, a menyasszonyok, sem a szüzek. Köveket, földet és meszet hordtak a vállukon” – írta Caoursin. A törökök folyamatosan bombázták mozsarakból a falak mögötti területeket, ami nagy riadalmat keltett a lakosokban. D’Aubusson közvetlenül a falak mögé gyűjtötte őket, mert oda estek legritkábban a kőgolyók, és vastag gerendákból építtetett nekik menedéket. Az éjjel-nappal folyó helyreállítási munkák ellenére a falak rendkívül rossz állapotba kerültek, helyenként teljesen leomlottak. D’Aubusson egy levelében 3500 ágyúgolyó-találatról számolt be.

### Kísérlet a védők megosztására
A pasa június 13-ától négy napon át ismét hatalmas tüzet zúdított a Szent Miklós-toronyra és a hozzá vezető mólóra. Abban bízott, hogy a védők elhagyják a városfalakat, amikor megindul a támadás a rommá lőtt erőd és a földnyelv ellen. A törökök az ágyúzás ideje alatt ácsoltak egy fatornyot a mandráki kikötő szárazföldi felén, a Szent Antal-templom közelében, ahonnan jól ráláttak a szemközti védőkre, és onnan tüzeltek rájuk. Boroshordókból és palánkokból építettek egy pontonhidat, amely olyan széles volt, hogy hat ember fért el rajta egymás mellett. A hidat egy horgony segítségével akarták pozícióba vontatni, de egy angol tengerész, Roger Jervis eloldotta a vasmacskát.
Június 18-án éjjel a tenger és a szárazföld felől egyszerre indult támadás a földnyelv és a torony ellen, amelyben harminc gálya és több nehéz szállítóhajó (parandarias) vett részt. A hidat csónakokkal állították pozícióba. A védők aludtak, és a sötétség és a rossz idő miatt csak az utolsó pillanatokban vették észre a kibontakozó akciót. A földnyelvet védő Fabrizio del Carretto katonái összecsaptak a két irányból érkező támadókkal. Mehmed várakozásával szemben d’Aubusson nem küldött erősítést a helyszínre a város déli-délkeleti falairól, de unokaöccsével, Antoine-nal csatlakozott a torony védőihez. A nagymester az első sorban küzdött, és egy srapnel leverte a sisakját a fejéről.
A johannita tüzéreknek egy idő múlva sikerült szétlőniük a pontonhidat, és a hajókat is megállította az ágyútűz, illetve a védők által bevetett több gyújtóhajó. Négy gálya és több szállítóhajó elsüllyedt. A közelharc reggel 10 óráig tartott, a törökök nagyjából ezer katonát veszthettek. Meghalt Ibrahim bej, a szultán egyik veje és Merlah bej, a gályák parancsnoka is. Guillaume Caoursin később azt írta, hogy az öböl vize három napig tele volt az elesett törökök holttesteivel. Az elfogott török dezertőrök 2500-ra tették a halottak számát. A pasa három napig nem mozdult ki a sátrából, és nem beszélt senkivel.
A pasa elhatározta, hogy megöleti a nagymestert, ezért a helyőrség két szökevényét, nagy jutalmat ígérve, a várba küldte, hogy megmérgezzék vagy más módon megöljék. A szökevények külön-külön jelentek meg a falnál, azt állítva, hogy megszöktek a török fogságból. A kihallgatás során az első orgyilkos elárulta a pasa tervét. Őt kivégezték, társa visszamenekült a törökök közé. Más forrás szerint a két mérgező a vár két zsoldosa – Pizzio és Gianni – volt, akik beavatták tervükbe a nagymester titkárát, aki viszont feladta őket. A két zsoldost a tömeg a vesztőhelyre vezető úton meglincselte. Június 24-én Rodosz védői megünnepelték Keresztelő Szent János ünnepét, amelynek fényét emelte, hogy befutott a kikötőbe a Palomari nevű hajó, fedélzetén veronai harcosokkal. A törökökhöz is érkezett két hajó janicsárokkal.

### A gyalogosroham előkészítése
A Szent Miklós-toronynál elszenvedett nagy vereség után néhány napig relatíve nyugalom volt, de aztán a pasa folytatta a támadást a zsidó negyed ellen. A törökök árokrendszert ástak, hogy annak védelmében közelítsék meg a falakat, majd földsáncokat építettek, és megkezdték feltölteni a fallal párhuzamosan futó árkot. A védők ellenárkokat építettek, és egy baszk tengerész, Juan Aniboa segítségével egy kőhajítót (trebuchet) is összeállítottak. A lerombolt falak mögött elkészült a második, árokkal, karókkal, letakart vermekkel és más csapdákkal megerősített védvonal. A védők kátránnyal, kénnel és görögtűzzel töltött hordókat halmoztak fel. Készítettek tűzkarikákat is, amelyek valószínűleg viasszal és szurokkal bevont, ágakból font karikák voltak, amelyeket támadáskor meggyújtottak, és az ellenség közé gurítottak.
A lovagok még a gyanús német mérnököt is megkérték, hogy segítsen a védekezésben, de az elárulta magát, így hadbíróság elé, majd a kínzókamrába került, ahol bevallotta, azért küldték a várba, hogy átjátssza azt a törököknek. Ezt követően George Frapant felakasztották. Meszih megpróbálta fellázítani a latin és görög lakosságot, azt ígérte nekik, hogy megkíméli életüket és javaikat, ha megadják magukat, viszont ha ellenállnak, mindannyiukat megöleti. A rodosziak nem hallgattak sem az ígéretekre, sem a fenyegetésre, védekeztek tovább. Egy holdfény nélküli éjszakán olasz lovagok egy csoportja kiosont a várból, és megtámadta a legközelebbi üteget, majd a legyilkolt tüzérek fejével tért vissza a városfal romjai mögé. A város rettenetes károkat szenvedett, és az utcákban halmokban álltak a temetetlen holttestek. A pasa felhúzatta a fekete zászlót. Ez azt jelentette, hogy a védőket le fogja mészároltatni, vagy eladja rabszolgának, a lovagokat pedig karóba húzatja. Nyílvesszőn üzenetet lövetett be, amelyben tudatta, senkinek nem fog irgalmazni.

### Az utolsó roham
Ötheti tüzérségi előkészület után a törökök június 28-án hajnalban megrohanták a zsidó negyed falait. D’Aubusson visszarendelte a második védvonal mögé a harcosokat. Az első hullám gyorsan felhágott az itáliai falakra, és kitűzte a szultán zászlóját. A második hullámban a janicsárok indultak. A harc területe egy félhold alakú területen folyt. Egyik sarkában a provance-i nyelv bástyája, a másikban az itáliaiak lerombolt erődítménye állt, köztük pedig az eredeti falak mögött sebtében emelt védvonal húzódott. D’Aubusson vezetésével a lovagok gyorsan eltávolították a török zászlót.
A nagymester utasítást adott a rend nagy zászlójának kibontására és kitűzésére. Az eredeti fal romjai és az új védvonal között szörnyű harc bontakozott ki. A janicsárok összeszorultak a szűk helyen, és a kereszttűzben sokan elestek, de néhány száznak sikerült bejutnia a városba. D’Aubusson és kísérete az itáliai falat védte a belülről és kívülről felmászó ellenséggel szemben, alattuk pedig folyt az öldöklés. A nagymester négy könnyebb sebesüléssel harcolt, végül egy janicsár átdöfte a vértjét, és lándzsája d’Aubusson tüdejébe szúródott. Ekkorra azonban már kitört a pánik az összezsúfolódott törökök között, és az első hullám könnyű fegyverzetű, irreguláris harcosai vissza akartak vonulni, de feltartóztatták őket a janicsárok. A törökök egymást is gyilkolták, végül kétórás küzdelem után megfutamodtak. Sikerült a városba bejutó janicsárokat is megölni.

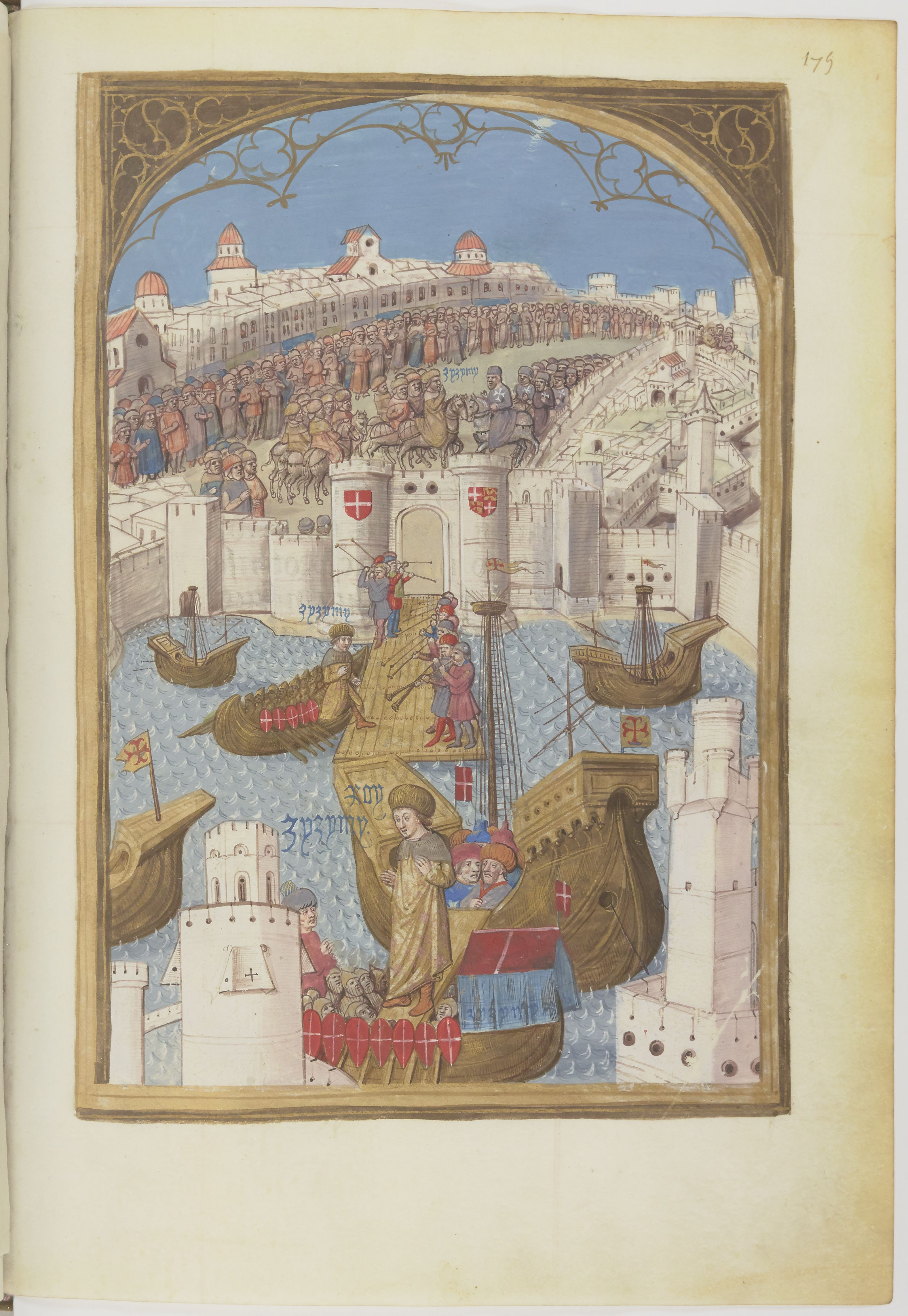
Dzsem herceg érkezése

Antoine d’Aubusson vezetésével a védők kitörtek a várból, és a táborig kergették a törököket. Meszih pasa sátrából elragadták a szultán zászlóját is. A pestis elkerülése érdekében a várfalakon belül elesett halottakat elégették. A johanniták isteni csodának tekintették a török támadást, míg török források szerint a támadók nem voltak elég motiváltak, mert a pasa megtiltotta a fosztogatást, mondván, a vár minden értéke a szultánt illeti.
A visszavert ostrom után a pasa feladta a harcot. Miközben hazafelé készülődtek, megjelentek I. Ferdinánd nápolyi király hajói. A viharos idő miatt nem tudtak kikötni, és összecsaptak a török gályákkal. Másnap sikerült bejutniuk az öbölbe. A török sereg 1480. augusztus 17-én hagyta el Rodoszt. A szultán első dühében meg akarta fojtatni Meszihet, végül Gallipoliba helyezte kormányzónak. Mehmed úgy látta, hogy hadserege csak akkor győzhet, ha személyesen ő vezeti, ezért úgy döntött, a következő hadjárat irányítását nem adja más kezébe. 1481. május 3-án azonban meghalt, így nem indulhatott újra Rodosz ellen.
A török dezertőrök az ostrom után azt mondták, hogy a pasa emberei közül összesen kilencezer halt meg, tizenötezer pedig megsebesült. A lovagok közül 231 haláláról számolnak be a feljegyzések, rajtuk kívül elesett sok zsoldos és helyi lakos. D’Aubusson felépült sérüléséből, és azonnal megkezdte a védművek helyreállítását. A győzelem emlékére a lovagok egy kis templomot emeltek a város északkeleti sarkában.
Mehmed halála után Dzsem török herceg Rodoszra menekült a trónt elfoglaló bátyja, II. Bajazid oszmán szultán elől. D’Aubusson menlevelet ígért a hercegnek, de megszegte a szavát, mert Bajazidtól pénzt kapott, hogy fogva tartsa. Hat év múlva a nagymester átadta Dzsemet a pápának, aki rendkívül értékes politikai fegyvert látott a hercegben. Cserébe VIII. Ince pápa bíborossá nevezte ki d’Aubussont 1489-ben, ő volt az egyetlen nagymester, aki ezt a címet megkapta. D’Aubusson megreformálta a rendet. Rodoszról viszont valamennyi felnőtt zsidót elkergette, gyerekeiket pedig erőszakkal megkereszteltette.

## Krónikák
Az ostromról több korabeli beszámoló maradt fenn. Az elsőt Guillaume Caoursin, a rend világi alkancellárja, az ostrom szemtanúja írta, és egy 24 oldalas nyomtatvány formájában már 1480-ban megjelent Ernst Ratdolt kiadásában. Mivel Nyugat-Európában nagy érdeklődés mutatkozott a rodoszi események iránt, két másik résztvevő is megírta saját visszaemlékezését, Ademar Dupuis (Le siège de Rhodes) és Jacobo Curte (De urbis Rhodiae obsidione a. 1480 a Turcis tentata). A három szöveg közül stílusában, minőségében kiemelkedik Caoursin munkája (Descriptio obsidionis Rhodiae), amelynek elkészültét a rend is segítette. A kiadvány nagy siker lett, 1500-ig hét további latin nyelvű kiadást ért meg, és lefordították dánra, angolra, olaszra és németre. A kor olvasói az ostrom hivatalos történeteként tekintettek a kiadványra, habár egyik nyilvánvaló szándéka az volt, hogy segítsen pénzt gyűjteni a rendnek Rodosz helyreállításához.
Fontos forrás még Pierre d’Aubusson beszámolója (Relatio obsidionis Rhodie), amelyet az ostrom után a pápának írt. Ezt a szöveget több kutató szintén Caoursinnak tulajdonítja. Dupuis beszámolója Caoursinén alapul, Curté írása azonban független attól, és esetenként eltér tőle.